# Rue de la Nativité
La rue de la Nativité est une voie piétonne située dans le quartier de Bercy du 12e arrondissement de Paris.

## Situation et accès
La rue de la Nativité est accessible par la ligne de métro 14 à la station Cour Saint-Émilion.

## Origine du nom

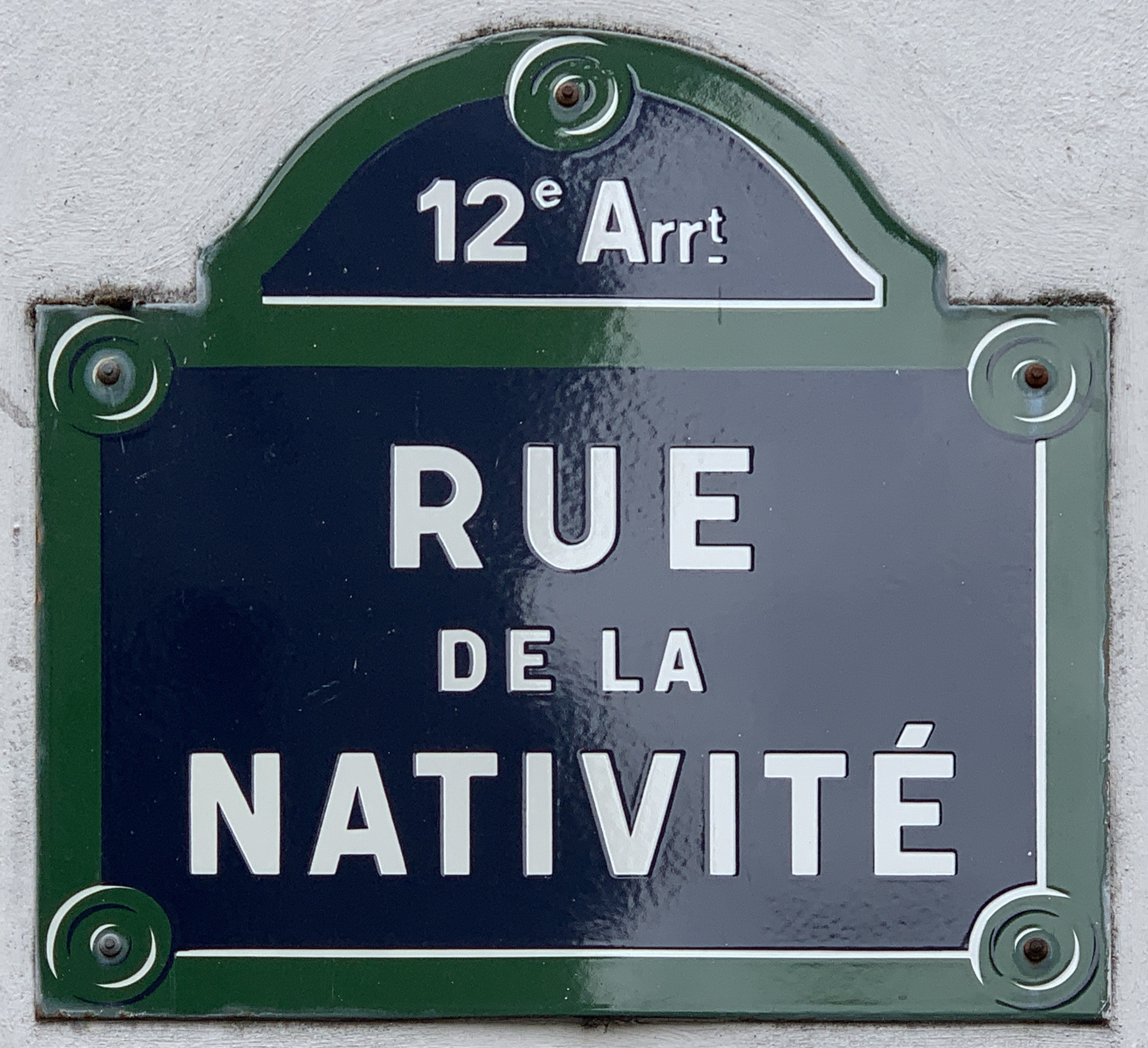
Plaque de la rue.

Elle tient son nom de la proximité avec l'église Notre-Dame-de-la-Nativité située sur la place Lachambeaudie voisine. Le presbytère de l'église est situé rue de la Nativité.

## Historique
La voie, située dans le quartier international du vin et de l'alimentaire, est créée dans le cadre de l'aménagement de la ZAC de Bercy sous le nom provisoire de voie « BO/12 » et prend sa dénomination actuelle par arrêté municipal du 30 novembre 1992. La voie reprend le tracé approximatif de la « rue de la Garonne » des anciens entrepôts de Bercy.

## Bâtiments remarquables et lieux de mémoire
- Au no 11, le presbytère de l'église Notre-Dame-de-la-Nativité de Bercy.
- Sur tout le côté est se situe l'école maternelle Lachambaudie, le bâtiment sur la partie nord et la cour de récréation au sud.